# Лебяжья канавка
Лебя́жья кана́вка (Лебя́жий канал) — канал в Санкт-Петербурге, соединяющий реки Неву и Мойку между Летним садом (остров Летний Сад) и Марсовым полем (1-й Адмиралтейский остров).
Судоходство по канавке запрещено.

## История
Прорыт в 1711—1719 годах.
Название канала связано с тем, что в XVIII веке в него переселились лебеди из соседних прудов.
В 1955—1956 годах берега укреплены гранитными банкетами (архитектор Л. А. Носков, инженер А. Д. Гутцайт), аналогичными тем, что были впоследствии построены вдоль прилегающего участка Мойки. На правом берегу Лебяжьей канавки, на углу Дворцовой набережной Невы, находится бывший дом Бецкого. На левом берегу — каменная терраса Летнего сада.

## Географические сведения
Длина 648 м, ширина — 13 м, глубина — до 1,5 м, средний расход воды — 1,4 м³/с.

## Достопримечательности
- Через Лебяжий канал переброшены два моста:
  - Верхний Лебяжий мост — по Дворцовой набережной;
  - Нижний Лебяжий мост — по набережной Мойки.
- бывший дом Бецкого (ныне — Институт культуры)
- Летний сад
- Марсово поле